# Kojčice
Kojčice är en ort i Tjeckien.   Den ligger i regionen Vysočina, i den centrala delen av landet, 90 km sydost om huvudstaden Prag. Kojčice ligger 492 meter över havet och antalet invånare är 276.
Terrängen runt Kojčice är lite kuperad. Runt Kojčice är det ganska glesbefolkat, med 36 invånare per kvadratkilometer. Närmaste större samhälle är Pelhřimov, 5,5 km söder om Kojčice. Omgivningarna runt Kojčice är en mosaik av jordbruksmark och naturlig växtlighet.